# Roma Maffia
Roma Maffia (New York, 31 maggio 1958) è un'attrice statunitense.

## Biografia
Ha origini tedesche, spagnole, inglesi ed ha discendenze afro-caraibiche; il cognome italiano (probabilmente inventato) deriva dal patrigno. Dopo essersi  diplomata nel 1973 a New York alla St. Michael Academy, ha iniziato la sua carriera di attrice in Off-Broadway e Off-Off-Broadway. Nel 1994 ha interpretato Carmen nel film Cronisti d'assalto di Ron Howard. Poco dopo, ha ottenuto un ruolo nella serie televisiva Chicago Hope. Ha proseguito la carriera interpretando per quattro stagioni Grace Alvarez, un medico legale, per la serie TV della NBC Profiler - Intuizioni mortali. È stata guest-star e ha avuto ruoli ricorrenti in telefilm come E.R. - Medici in prima linea, The West Wing, Law & Order e I Soprano. 
I suoi ruoli più famosi sono quelli del procuratore Catherine Alvarez nel film Rivelazioni (1994), con Michael Douglas e Demi Moore, e quello dell'anestesista Liz Cruz, collega di due chirurghi plastici, nel telefilm Nip/Tuck, accanto a Julian McMahon, con il quale ha lavorato nella serie  Profiler - Intuizioni mortali. In seguito ha preso parte alla serie Law & Order, nel ruolo di Vanessa Galiano, e ha interpretato il giudice Victoria Peyton nel telefilm del canale ABC Boston Legal. Nell'aprile del 2013 è entrata a far parte del telefilm Pretty Little Liars a partire dalla quarta stagione: il suo personaggio è quello del tenente Linda Tanner, un investigatore statale nonché collaboratrice di Gabriel Holbrook (Sean Faris).

## Filmografia

### Cinema
- Smithereens, regia di Susan Seidelman (1982)
- Stuck on You!, regia di Lloyd Kaufman e Michael Herz (1982)
- Una vedova allegra... ma non troppo (Married to the Mob), regia di Jonathan Demme (1988)
- American Blue Note, regia di Ralph Toporoff (1991)
- Cronisti d'assalto (The Paper), regia di Ron Howard (1994)
- Rivelazioni (Disclosure), regia di Barry Levinson (1994)
- Minuti contati (Nick of Time), regia di John Badham (1995)
- L'eliminatore - Eraser (Eraser), regia di Chuck Russell (1996)
- Il collezionista (Kiss the Girls), regia di Gary Fleder (1997)
- Colpevole d'innocenza (Double Jeopardy), regia di Bruce Beresford (1999)
- Le cose che so di lei (Things You Can Tell Just by Looking at Her), regia di Rodrigo García (2000)
- The New Women, regia di Todd Hughes (2001)
- Mi chiamo Sam (I Am Sam), regia di Jerry Nelson (2001)
- Holes - Buchi nel deserto (Holes), regia di Andrew Davis (2003)
- The Call, regia di Brad Anderson (2013)

### Televisione
- Chicago Hope – serie TV, 13 episodi (1994-1995)
- Profiler - Intuizioni mortali (Profiler) – serie TV, 82 episodi (1996-2000)
- West Wing - Tutti gli uomini del Presidente (The West Wing) – serie TV, episodio 2x16 (2000)
- E.R. - Medici in prima linea (E.R.) – serie TV, 3 episodi (2006)
- Law & Order - I due volti della giustizia (Law & Order) – serie TV, 3 episodi (2003-2006)
- Ghost Whisperer - Presenze (Ghost Whisperer) – serie TV, episodio 2x04 (2006)
- Boston Legal – serie TV, 9 episodi (2008)
- Dexter – serie TV, 1 episodio (2009)
- Criminal Minds – serie TV, episodio 4x20 (2009)
- Nip/Tuck – serie TV, 96 episodi (2003-2010)
- Medium – serie TV, 1 episodio (2010)
- The Event – serie TV, 1 episodio (2011)
- Grey's Anatomy – serie TV, 4 episodi (2012-2013)
- Pretty Little Liars – serie TV, 19 episodi (2013-2017)
- Drop Dead Diva – serie TV, episodio 6x06 (2014)
- NCIS - Unità anticrimine (NCIS) – serie TV, episodio 11x03 (2014)
- Bull – serie TV, 1 episodio (2018)
- High Maintenance – serie TV, episodi 4x01-4x05 (2020)
- Billions – serie TV, 7 episodi (2020-2023)
- In the Dark – serie TV, 5 episodi (2022)
- The Equalizer – serie TV, 5 episodi (2022-2025)

## Doppiatrici italiane
Nelle versioni in italiano delle opere in cui ha recitato, Roma Maffia è stata doppiata da:
- Barbara Castracane in Chicago Hope, Rivelazioni, Pretty Little Liars
- Cristina Giolitti in Nip/Tuck, Ghost Image
- Roberta Paladini in Boston Legal, ER - Medici in prima linea
- Cristiana Lionello in Profiler - Intuizioni mortali (st. 3-4), Bull
- Antonella Giannini in The Call, NCIS - Unità anticrimine
- Rita Savagnone in CSI - Crime Scene Investigation
- Paila Pavese in Colpevole d'innocenza
- Stefania Romagnoli in Route 9
- Anna Rita Pasanisi in L'eliminatore - Eraser
- Gabriella Borri in Profiler - Intuizioni mortali (st. 1-2)
- Valeria Perilli in Criminal Minds
- Isabella Pasanisi in Ghost Whisperer - Presenze
- Roberta Greganti in I Soprano
- Rossella Izzo in Grey's Anatomy
- Claudia Razzi in The Event
- Aurora Cancian in Billions